# 津山工業高等專門學校
津山工業高等專門學校（National Institute of Technology, Tsuyama College）日本国立高等專門學校之一

## 簡介
津山工业高等专门学校创设于1963年。是冈山县津山市的国立高等专门学校。學校現設有機械工程學、電子電氣工程學、電子控制工程、情報工程，4個學科。1997年設置專攻科

## 教育組織

### 本科（副學士課程）
- 機械工学科
- 電氣電子工学科
- 電子制御工学科
- 情報工学科

### 専攻科（学士課程）
- 機械・制御系統工学専攻
- 電子・情報系統工学専攻[3]

## 外部連結
- 津山工業高等專門學校 （页面存档备份，存于）

35°4′51.4″N 130°0′47.4″E / 35.080944°N 130.013167°E